# Olympische Winterspiele 1948/Bob – Zweierbob (Männer)
Der Zweierbob der Männer bei den Olympischen Winterspielen 1948 in St. Moritz bestand aus vier Läufen, von denen zwei am 30. und zwei am 31. Januar 1948 ausgetragen wurden. Austragungsort war der Olympia Bobrun. Am Start waren 32 Teilnehmer aus 9 Ländern. Olympiasieger wurden die Schweizer Felix Endrich und Fritz Waller mit einer Gesamtzeit von 5:29,2 Minuten. Die Silbermedaille holten ihre Landsmänner Fritz Feierabend und Paul Eberhard vor Frederick Fortune und Schuyler Carron aus den Vereinigten Staaten, die die Bronzemedaille gewann.

## Titelträger
| Olympiasieger | Ivan Brown Alan Washbond ( Vereinigte Staaten) | Garmisch-Partenkirchen 1936 | 5:29,29 min |
| Weltmeister   | Fritz Feierabend Stephan Waser ( Schweiz)      | St. Moritz 1947             | 5:27,1 min  |

## Ergebnisse
| Rang | Athleten                                    | Nation             | Lauf 1     | Lauf 1 | Lauf 2     | Lauf 2 | Lauf 3     | Lauf 3 | Lauf 4     | Lauf 4 | Gesamt     |
| Rang | Athleten                                    | Nation             | Zeit (min) | Rang   | Zeit (min) | Rang   | Zeit (min) | Rang   | Zeit (min) | Rang   | Zeit (min) |
| ---- | ------------------------------------------- | ------------------ | ---------- | ------ | ---------- | ------ | ---------- | ------ | ---------- | ------ | ---------- |
| 001  | Felix Endrich Fritz Waller                  | Schweiz            | 1:22,4     | 1      | 1:22,7     | 1      | 1:21,7     | 2      | 1:22,4     | 2      | 5:29,2     |
| 002  | Fritz Feierabend Paul Eberhard              | Schweiz            | 1:23,7     | 2      | 1:24,0     | 2      | 1:21,4     | 1      | 1:21,3     | 1      | 5:30,4     |
| 003  | Frederick Fortune Schuyler Carron           | Vereinigte Staaten | 1:25,5     | 8      | 1:24,1     | 3      | 1:22,5     | 3      | 1:23,2     | 3      | 5:35,3     |
| 004  | Max Houben Jacques Mouvet                   | Belgien            | 1:24,4     | 3      | 1:24,4     | 4      | 1:24,5     | 10     | 1:24,2     | 6      | 5:37,5     |
| 005  | William Coles Pennington Collings           | Großbritannien     | 1:25,2     | 7      | 1:24,4     | 4      | 1:24,2     | 9      | 1:24,1     | 5      | 5:37,9     |
| 006  | Mario Vitali Dario Poggi                    | Italien            | 1:25,0     | 5      | 1:25,0     | 8      | 1:23,8     | 6      | 1:24,2     | 6      | 5:38,0     |
| 007  | Arne Holst Ivar Johansen                    | Norwegen           | 1:25,6     | 9      | 1:25,0     | 8      | 1:23,7     | 5      | 1:23,9     | 4      | 5:38,2     |
| 008  | Nino Bibbia Edilberto Campadese             | Italien            | 1:25,1     | 6      | 1:25,1     | 11     | 1:24,0     | 7      | 1:24,4     | 8      | 5:38,6     |
| 009  | Tuffy Latour Leo Martin                     | Vereinigte Staaten | 1:24,9     | 4      | 1:24,8     | 6      | 1:24,1     | 8      | 1:25,4     | 12     | 5:39,2     |
| 010  | Marcel Leclef George Niels                  | Belgien            | 1:26,8     | 12     | 1:24,9     | 7      | 1:23,6     | 4      | 1:24,5     | 9      | 5:39,8     |
| 011  | Henri Achille Fould Henri Evrot             | Frankreich         | 1:25,8     | 10     | 1:25,3     | 12     | 1:24,7     | 11     | 1:24,6     | 10     | 5:40,4     |
| 012  | Marcel Gayraud-Hirigoyen Louis Saint Calbre | Frankreich         | 1:25,8     | 10     | 1:25,0     | 8      | 1:24,9     | 12     | 1:24,8     | 11     | 5:40,5     |
| 013  | Bjarne Schrøen Gunnar Thoresen              | Norwegen           | 1:27,1     | 13     | 1:27,1     | 15     | 1:26,1     | 13     | 1:26,2     | 13     | 5:46,5     |
| 014  | Max Ippen Jiří Novotný                      | Tschechoslowakei   | 1:27,2     | 14     | 1:26,4     | 13     | 1:26,3     | 14     | 1:26,7     | 14     | 5:46,6     |
| 015  | Marcelo de Ridder Héctor Tomasi             | Argentinien        | 1:29,2     | 16     | 1:28,5     | 16     | 1:27,8     | 15     | 1:27,3     | 15     | 5:52,8     |
| DNF  | Tony Gadd Basil Wellicome                   | Großbritannien     | 1:27,9     | 15     | 1:26,8     | 14     | –          | DNF    | –          | DNS    | –          |